# Nesticus secretus
Nesticus secretus là một loài nhện trong họ Nesticidae.
Loài này thuộc chi Nesticus. Nesticus secretus được Willis J. Gertsch miêu tả năm 1984.